# طیبه (بعلبک)
طیبه (به عربی: الطیبة) یک منطقهٔ مسکونی در لبنان است که در شهرستان بعلبک واقع شده‌است. طیبه ۱٬۰۹۰ متر بالاتر از سطح دریا واقع شده‌است.